# Frank Pritchard
Pour les articles homonymes, voir Pritchard.

a Compétitions nationales et continentales officielles uniquement.

b Matchs officiels uniquement.
Frank Pritchard, né le 3 novembre 1983 à Darlinghurst, est un joueur de rugby à XIII néo-zélandais et samoan évoluant au poste de deuxième ligne dans les années 2000. Il a effectué toute sa carrière professionnelle aux Penrith Panthers depuis 2003. Titulaire en club, il est sélectionné en équipe de Nouvelle-Zélande pour le Tournoi des Quatre Nations 2009 en Angleterre et en France.